# Le Dernier Restaurant avant la fin du monde
Le Dernier Restaurant avant la fin du monde (titre original : The Restaurant at the End of the Universe) est le deuxième volume de la « trilogie » (en réalité pentalogie) Le Guide du voyageur galactique, imaginée par Douglas Adams. Il a été écrit en 1980, fut traduit en français par Jean Bonnefoy en 1982, et a inspiré le nom du Dernier bar avant la fin du monde.

## Synopsis
« Pas de panique ! » nous rappelle l'auteur. Votre guide en poche, vous voilà prêt à affronter, en compagnie d'Arthur Dent, Ford Prefect, Zaphod Beeblebrox et Trillian, les pires épreuves que puisse receler l'univers grâce au Vortex à Perspective Totale : des problèmes métaphysiques du Maître de l'Univers au plat du jour du dernier restaurant avant la fin du monde en passant par les concerts de pluto-rock, les paradoxes ne manquent pas dans cette œuvre de fiction. Avec en prime de grandes révélations sur les origines de l'Homme, la supériorité de l'homo sapiens sur l'Homme de Néandertal, la Question Fondamentale sur la Vie, l'Univers et le Reste, et qui dirige l'Univers…

## Commentaires
L'illustration de couverture de l'édition française de Denoël, collection Présence du futur no 351, est de Joëlle Coulombeau. La première édition, en 1982, est illustrée par Marcel Gotlib et présente le portrait d'un Marvin paranoïaque. Les deux éditions sont épuisées en 2012. Les cinq tomes du Le Guide du voyageur galactique sont disponibles dans la collection Folio SF.
Une annotation au dos de l'édition française de Denoël stipule : « Traduit par Jean Bonnefoy qui a beaucoup souffert ».
Douglas Adams a affirmé que l'idée du « Dernier Restaurant avant la fin du monde » lui est venue en écoutant la chanson-titre de l'album de Procol Harum Grand Hotel.

## Personnages
- Arthur Dent, terrien
- Ford Prefect, astrostoppeur et ami d'Arthur
- Zaphod Beeblebrox, président de la Galaxie en fuite
- Trillian, terrienne
- Marvin, androïde paranoïaque et dépressif